# Conirostrum speciosum
A Conirostrum speciosum a madarak osztályának verébalakúak (Passeriformes) rendjébe és a tangarafélék (Thraupidae) családjába tartozó faj.

## Rendszerezése
A fajt Coenraad Jacob Temminck holland arisztokrata és zoológus írta le 1824-ben, a Sylvia nembe Sylvia speciosa néven.

## Alfajai
- Conirostrum speciosum amazonum (Hellmayr, 1917)
- Conirostrum speciosum guaricola Phelps & Phelps Jr, 1949
- Conirostrum speciosum speciosum (Temminck, 1824)[2]

## Előfordulása
Argentína, Bolívia, Brazília, Ecuador, Francia Guyana, Guyana, Kolumbia, Paraguay, Peru, Suriname, és Venezuela területén honos.
Természetes élőhelyei a szubtrópusi és trópusi síkvidéki esőerdők, valamint másodlagos erdők. Állandó, nem vonuló faj.

## Megjelenése
Testhossza 11 centiméter, testtömege 8-9 gramm.

## Természetvédelmi helyzete
Az elterjedési területe rendkívül nagy, egyedszáma ugyan csökken, de még nem éri el a kritikus szintet. A Természetvédelmi Világszövetség Vörös listáján nem fenyegetett fajként szerepel.